# Valero Rivera (handball, 1953)
Pour les articles homonymes, voir Valero (homonymie).
Cet article traite de Valero Rivera père. Pour le fils, voir Valero Rivera (handball, 1985).
Valero Rivera López, né le 14 février 1953 à Saragosse, est un ancien joueur et entraîneur de handball espagnol. Successivement junior, joueur puis entraîneur du FC Barcelone entre 1966 et 2003, il possède l'un des palmarès les plus fournis de l'histoire du handball avec plus de 50 titres dont douze Coupes d'Europe et quinze championnats d'Espagne.
Devenu ensuite sélectionneur de l'équipe nationale d'Espagne, il remporte le titre de champion du monde 2013. Deux ans plus tard, il réalise l'exploit de mener l'équipe nationale du Qatar jusqu'en finale du championnat du monde 2015, une première pour une équipe non européenne.
Son fils, également nommé Valero Rivera, est aussi un joueur professionnel de handball, notamment au HBC Nantes et en équipe nationale d'Espagne.

## Biographie

### Parcours de joueur
Si Valero Rivera nait à Saragosse, ses parents s'installent à Barcelone lorsqu'il n'a que trois mois et la capitale catalane devient la ville de Valero. Résidant dans le quartier de Les Corts, à proximité des installations du FC Barcelone, il pratique le handball dès son plus jeune âge et, à 14 ans, il rejoint en 1966 l'équipe de jeunes du FC Barcelone. En 1971, il fait ses débuts à 19 ans en équipe première du club et s'y impose.
Ainsi, au cours des onze saisons de sa carrière de joueur, toutes passées au Barça dont plusieurs en tant que capitaine de l'équipe, il remporte huit titres : trois titres de champion d'Espagne (1973, 1980 et 1982), trois Coupes du Roi (1972, 1973 et 1983) et deux Ligues catalanes (1982 et 1983). Il prend sa retraite en tant que joueur à 31 ans en 1983 et devient l'adjoint de l'entraîneur barcelonais, Sergi Petit.

### Parcours d'entraîneur du FC Barcelone
En février 1984, le président du FC Barcelone, Josep Lluís Núñez, lui propose de devenir l'entraîneur de l'équipe première jusqu'à la fin de la saison, en remplacement de Sergi Petit, démis de ses fonctions à la mi-saison. Rivera reprend l'équipe et, quelques mois plus tard, remporte la Coupe des vainqueurs de coupe, le premier trophée européen du club.
Par la suite, le FC Barcelone qu'il construit sera surnommée la « Dream Team » (équipe de rêve) grâce à de nombreux joueurs espagnols de premier ordre comme Enric Masip, Iñaki Urdangarin et Rafael Guijosa mais aussi à l'apport de joueurs étrangers comme le Yougoslave Veselin Vujović, meilleur handballeur de l'année en 1987 et premier gros transfert du handball. Il remporte à la suite deux autres Coupes des coupes en 1985 et 1986 avant de jeter son dévolu sur la Coupe des clubs champions. Après avoir atteint la finale en 1990, il conduit le Barça à son premier titre en 1991 puis de réaliser un quintuplé en Ligue des champions entre 1996 et 2000. Sur la scène nationale, il accumule les titres avec douze Championnats d'Espagne, dix Coupes du Roi, cinq Coupes ASOBAL et onze Supercoupes d'Espagne.
Fort de ce bilan, il est élu en 2001 meilleur entraîneur des années 1990 par la Fédération internationale de handball,
Après un mois décembre 2003 compliqué avec notamment une élimination en huitièmes de finale de la Ligue des champions (plus mauvais résultat depuis seize ans) et la plus grosse défaite des quinze dernières années en finale de la Coupe ASOBAL face à Ciudad Real (18-29), il annonce quitter son poste avec effet immédiat.
En avril 2004, quatre mois après son départ du banc du FC Barcelone, Joan Laporta le nomme directeur général des sections professionnelles, un nouveau poste créé spécialement pour lui. Son passage à la direction du club va être marqué par de nombreux conflits. Ainsi, peu de temps après son entrée en fonction, Enric Masip a démissionné de son poste de secrétaire technique de la section handball du fait de différends avec Rivera. Puis, ses désaccords avec l'entraîneur de l'équipe de basket-ball, Svetislav Pešić, ont conduit au départ de ce dernier à l'issue d'une épreuve de force avec le conseil d'administration du club. Finalement, Valero Rivera présente sa démission en octobre 2004.
Par la suite, il occupe un temps le poste de directeur technique du BM Aragón.

### Parcours de sélectionneur de l'équipe d'Espagne

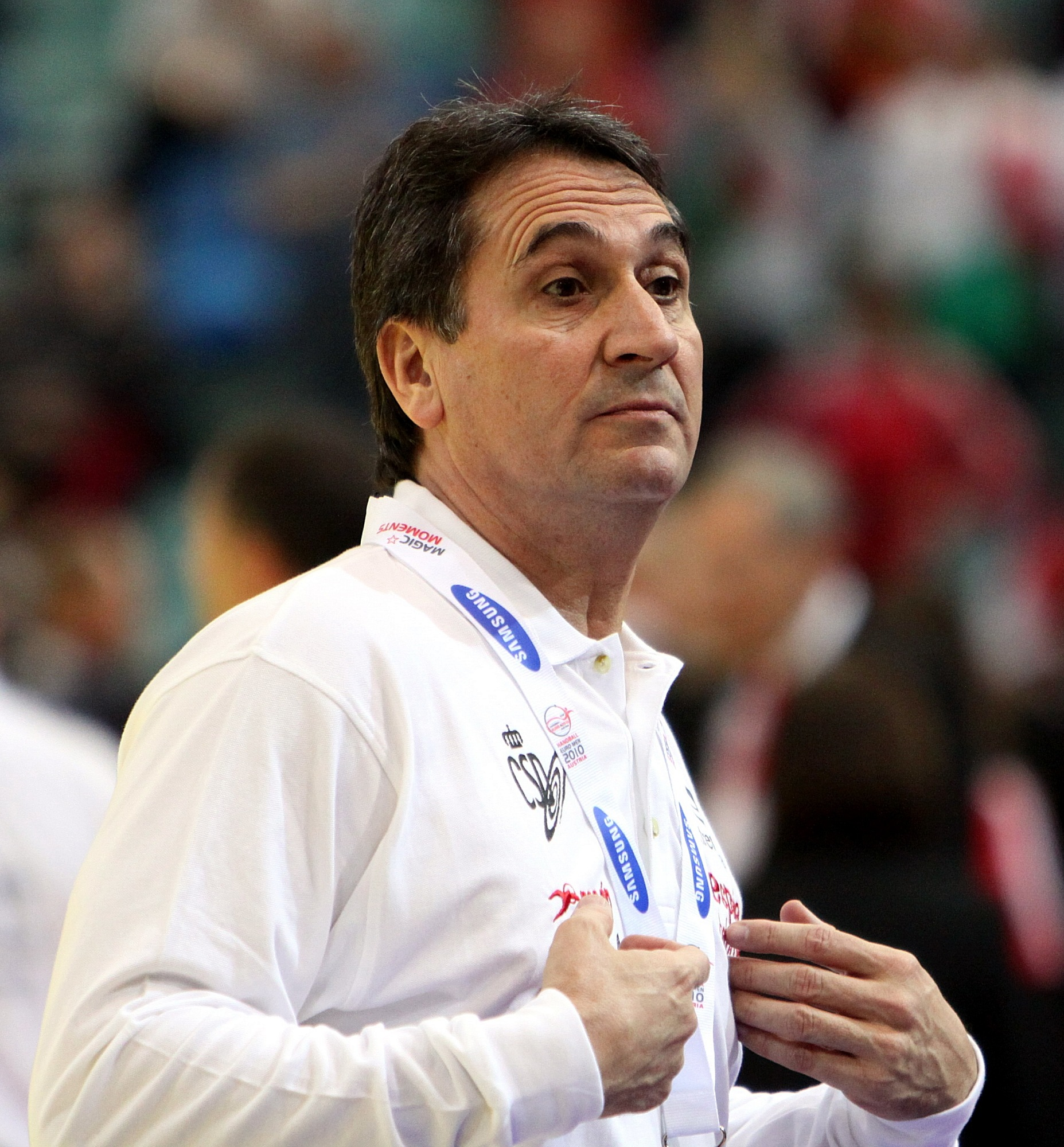
Valero Rivera à la tête de l'équipe nationale d'Espagne en 2010.

Le 15 décembre 2008, après les élections à la Fédération royale espagnole de handball (RFEBM) qui ont vu la victoire de Juan de Dios Román, il est nommé sélectionneur de l'équipe d'Espagne. À noter qu'il a déjà occupé temporairement le poste de sélectionneur à l'occasion du championnat du monde 1993 en Suède, avec une cinquième place à la clé.
Les débuts sont difficiles au Championnat du monde 2009 en Croatie avec une élimination dès le tour préliminaire après notamment une défaite face à la Corée du Sud. Le Championnat d'Europe 2010 se passe mieux avec une 6e place.
Il conduit ensuite l'Espagne en demi-finales, remportant la médaille de bronze au Championnat du monde 2011 mais terminant au pied du podium au Championnat d'Europe 2012 en Serbie. Aux Jeux olympiques 2012, les Espagnols sont éliminés en quart de finale par la France après avoir été en tête la majeure partie du temps.
C'est ainsi sans grandes certitudes que débute le Mondial 2013 disputé en Espagne. Malgré une défaite lors de la phase de poules face à la Croatie, il parvient à mener sa sélection jusqu'en finale. Opposé au Danemark, champion d'Europe 2012 et vice-champion du monde 2011 en titre, Valero Rivera orchestre avec maestria sa partition, les Espagnols s'imposant sur le score sans appel de 35 à 19, soit le plus gros écart dans une finale de championnat majeur. En plus de la fierté d'avoir déclenché une liesse populaire consécutive à ce second titre mondial conquis par l'Espagne à domicile, Rivera goûte également une joie plus personnelle puisque son fils, Valero Rivera, fait partie de l'équipe championne du monde, pour laquelle il a inscrit 27 buts au cours de la compétition, dont 6 en finale.
Le 15 avril 2013, après avoir qualifié l'Espagne pour le championnat d'Europe 2014, il annonce sa démission. Consécutivement à ces grandes performances, il est élu le 25 août 2013 entraîneur de l'année 2012  [sic] par l'IHF.

### Parcours de sélectionneur de l'équipe du Qatar

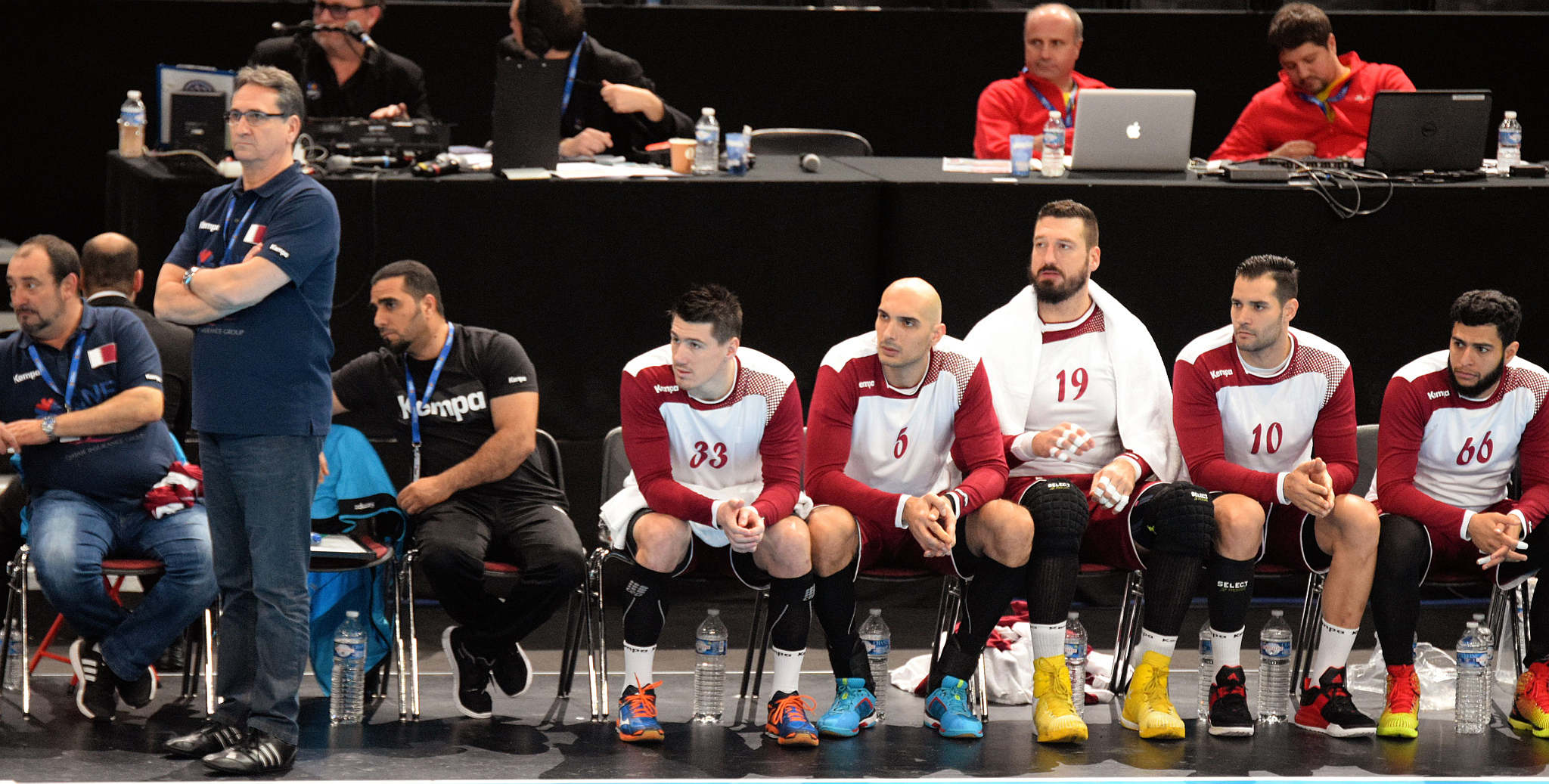
Le 10 janvier 2016 à la tête de la sélection du Qatar lors de la Golden League.

Outre le sentiment du travail accompli, la seconde raison de cette démission est le projet qu'on lui propose à la tête de équipe nationale du Qatar, en vue du championnat du monde 2015 qui se vont justement se disputer au Qatar. Préféré notamment à Sylvain Nouet, l'entraineur adjoint de l'équipe de France, il a pour objectif de construire, avec des moyens quasiment illimités, une équipe compétitive alors que la sélection qatarienne n'a jamais fait mieux qu'une 16e place, obtenue au Mondial 2003. Au moyen de nombreuses naturalisations telles que celles du français Bertrand Roiné ou de son compatriote Borja Vidal, il participe début janvier 2014 à la deuxième étape de la Golden League et esquisse les contours d'une équipe qui se révèle aux yeux du monde en battant pour la première fois une nation européenne (la Norvège, 37 à 24), puis en faisant match nul 23 à 23 face au Danemark. Un mois plus tard, le Qatar s'impose comme nouvelle place forte du handball en Asie à la suite de sa victoire lors Championnat d'Asie 2014 au Bahreïn.
Le 15 janvier 2015 débute le tant attendu championnat du monde. À la tête d'une équipe cosmopolite où seuls deux des dix-sept joueurs de la sélection sont natifs du pays, il conduit son équipe à la deuxième place de sa poule derrière l'Espagne puis réalise l'exploit d'atteindre la finale, une première pour une équipe non européenne. S'il ne peut empêcher la France de remporter, non sans difficultés, son cinquième titre mondial, le monde entier salue la performance de Rivera qui est parvenu à construire une équipe compétitive à partir de joueurs moyens et hétéroclites venus de Bosnie, du Monténégro, d'Égypte, d'Espagne, de France, de Tunisie, de Cuba, d'Iran ou encore de Syrie.
Si Rivera a également mené son équipe à ses premiers JO, en 2016 à Rio (8e place) et enchaîné 5 titres consécutifs de champion d'Asie, les performances collectives ont ensuite décliné doucement au niveau mondial avec notamment les non-qualifications pour les Jeux olympiques de 2021 et 2024 ou encore la 22e place au Championnat du monde 2023. En novembre 2023, il est alors remplacé à la tête de la sélection de l'émirat par le Serbe Goran Džokić (en)

### Vie privée
De son premier mariage avec Montse Folch, sont nés Cristina (avocate) et Valero junior (handballeur professionnel et international). Il s'est marié en secondes noces avec Isabel Martínez puis en 2013 avec Erika, une Suédoise de 20 ans de mois que lui et qu'il a rencontrée lors du championnat du monde 2011 en Suède.

## Palmarès

### Joueur du FC Barcelone
Son palmarès en tant que joueur du FC Barcelone est :
- Championnat d'Espagne (3) : 1973, 1980, 1982
- Coupe du Roi (3) : 1972, 1973, 1983
- Ligue Catalane (2) : 1982, 1983

### Entraîneur du FC Barcelone
Son palmarès en tant qu'entraîneur du FC Barcelone est :
Titres internationaux
- Coupe des clubs champions/Ligue des champions (C1)
  - Vainqueur (6) : 1991, 1996, 1997, 1998, 1999, 2000
  - Finaliste en 1990, 2001, 2010, 2013
- Coupe des vainqueurs de coupe (C2)
  - Vainqueur (5) : 1984, 1985, 1986, 1994, 1995
- Coupe de l'EHF (C3)
  - Vainqueur (1) : 2003
  - Finaliste (1) : 2002
- Supercoupe d'Europe
  - Vainqueur (5) : 1996, 1997, 1998, 1999, 2003

Titres nationaux
- Championnat d'Espagne (12) : 1986, 1988, 1989, 1990, 1991, 1992, 1996, 1997, 1998, 1999, 2000, 2003
- Coupe du Roi (10) : 1984, 1985, 1988, 1990, 1993, 1994, 1997, 1998, 2000, 2003
- Coupe ASOBAL (5) : 1995, 1996, 2000, 2001, 2002
- Supercoupe d'Espagne (11) : 1987, 1989, 1990, 1991, 1992, 1994, 1997, 1998, 2000, 2001, 2004

### Sélectionneur de l'Espagne
Ses résultats en tant que sélectionneur de l'équipe nationale d'Espagne sont :
- 5e place au Championnat du monde 1993 en  Suède
- 13e place au Championnat du monde 2009 en  Croatie
- 6e place au Championnat d'Europe 2010 en  Autriche
- Médaille de bronze au Championnat du monde 2011 en  Suède
- 4e place au Championnat d'Europe 2012 en  Serbie
- 7e place aux Jeux olympiques 2012 de Londres,  Royaume-Uni
- Médaille d'or au Championnat du monde 2013 en  Espagne

### Sélectionneur du Qatar
Ses résultats en tant que sélectionneur de l'équipe nationale du Qatar sont :
Jeux olympiques
- 8e place aux Jeux olympiques de 2016

Championnats  du monde
- Médaille d'argent au championnat du monde 2015 au  Qatar
- 8e place au championnat du monde 2017
- 13e place au championnat du monde 2019
- 8e place au championnat du monde 2021
- 22e place au championnat du monde 2023

Jeux asiatiques
- Médaille d'or en 2014, 2018 et 2023 (en)

Championnats d'Asie
- Médaille d'or en 2014, 2016, 2018, 2020 et 2022.

### Distinctions individuelles
- élu meilleur entraîneur mondial des années 1990 en 2001[2]
- élu meilleur entraîneur mondial de l'année en 2012[4]